# エドワード・イングラム (第4代アーヴィン子爵)
第4代アーヴィン子爵エドワード・メイチェル・イングラム（英語: Edward Machell Ingram, 4th Viscount of Irvine、1685年12月26日 – 1714年5月7日）は、スコットランド貴族。ホイッグ党所属。

## 生涯
第3代アーヴィン子爵アーサー・イングラムとイサベラ・メイチェル（Isabella Machell、1670年10月25日 – 1764年7月21日、ジョン・メイチェルの娘）の息子として、1686年12月26日にテンプル・ニューサムで生まれた。1698年から1702年までイートン・カレッジで教育を受けた後、1702年9月10日にケンブリッジ大学クライスツ・カレッジに入学、2年間在学した後1704年9月11日にライデン大学に入学した。その後、1705年から1707年までグランドツアーに行った。
1702年6月21日に父が死去すると、アーヴィン子爵の爵位を継承した。
1714年5月7日、ストランドで天然痘により死去した（午後7時に亡くなったという）。生涯未婚だったため、弟リッチが爵位を継承した。